# Pietro Napoli Signorelli
Pietro Napoli Signorelli, né le 28 septembre 1731 à Naples et mort dans cette même ville le 1er avril 1815, est un littérateur italien.

## Biographie
Né à Naples le 28 septembre 1731, il reçut sa première instruction chez les jésuites et assista aux cours de Genovesi. Destiné au barreau, il prit le degré de docteur et exerça bientôt la profession d’avocat, qu’il abandonna pour se livrer tout entier aux belles-lettres et surtout à la poésie dramatique. Une passion malheureuse et des chagrins domestiques le décidèrent à se rendre en Espagne, où il se flattait de trouver quelque appui dans un parent éloigné. Frustré dans cet espoir, il était près de retourner à Naples lorsqu’il obtint la place de garde du sceau de la loterie royale. À l’abri du besoin et sans beaucoup d’occupation, il eut le temps de composer quelques pièces pour le théâtre, et des vers qu’il regarda depuis comme peu dignes d’être conservés. Après trois ans d’absence, il sentit le désir de revoir l’Italie, où il eut la satisfaction de voir couronner, au concours dramatique de Parme, une de ses comédies intitulée Faustine, dont le sujet est tiré de la Laurette de Marmontel. Il y entendit aussi les critiques dirigées contre sa première ébauche de l’Histoire des théâtres, qu’il défendit peut-être avec trop de chaleur. De retour à Madrid, il y augmenta son répertoire et fit paraître un Tableau des sciences et des lettres en Espagne, qui l’engagea dans une querelle littéraire avec Lampillas, auquel il répondit à sa manière, c’est-à-dire sans ménagement. Ce fut vers ce temps qu’il commença à rassembler des matériaux pour une entreprise tout à fait nationale. Les Napolitains, qui se vantent d’avoir une littérature très-ancienne et très-variée, n’avaient jamais eu un historien capable d’en faire apprécier les richesses. Ce que Toppi, Nicodemi, Tafuri et Tiraboschi lui-même en avaient dit ne suffisait pas pour en relever l’importance. Signorelli forma le projet de remplir cette lacune, et il résolut de fondre dans un seul ouvrage les recherches de tous ses devanciers. Il eut aussi l’idée de réunir à l’histoire littéraire de Naples celle de la Sicile, et de relever les progrès des sciences et des lettres par l’éclat des arts, dont il voulut aussi tracer le tableau. Plus en état de concevoir ce grand plan que de l’exécuter, il se jeta dans tous les écarts auxquels est exposé un esprit étroit et passionné. Ses défauts sont encore plus sensibles dans la dernière édition de son ouvrage, où il n’a su ni modérer son enthousiasme pour ses compatriotes, ni contenir sa colère contre ses ennemis. Il s’est montré trop haineux pour les uns et pas assez impartial pour les autres. Il avait quitté définitivement l’Espagne pour venir soigner, dans sa patrie, l’édition de son Histoire littéraire. Ce travail lui valut, en 1784, la place de secrétaire de l’Académie de Naples. Il entreprit alors l’Histoire critique des théâtres anciens et modernes, dont il avait donné un essai en 1777. Il préparait un tableau du règne de Ferdinand IV lorsque les armées françaises envahirent le royaume de Naples, en 1798. Signorelli fut désigné parmi les chefs de la nouvelle république et fit partie d’un comité de législation, où il eut pour collègue Pagano, qu’il avait eu le tort d’attaquer dans ses ouvrages. Lorsque Naples fut ensuite menacée par le cardinal Ruffo, Signorelli alla s’enfermer dans le château Sant'Elmo, d’où il sortit déguisé en soldat, en vertu de la capitulation qui fut signée pour la garnison française. Débarqué à Marseille, il prit de nouveau le chemin de l’Italie et vint chercher un asile à Milan, où il fut nommé professeur dramatique au lycée de Brera. Appelé, peu après, à la chaire de droit naturel et de philosophie de l’université de Pavie, et presque en même temps à celle de diplomatique et d’histoire à Bologne, il se rendit à cette dernière destination. Plein de zèle pour ses nouvelles fonctions, il rédigea des Eléments de diplomatique, qui furent imprimés, et le Catalogue raisonné des ouvrages diplomatiques et historiques que possède la bibliothèque de l’université. Ce dernier travail est resté inédit. La santé de Signorelli se ressentit de tous ces travaux. En 1806, il demanda un congé de quelques mois pour aller respirer l’air natal. Le royaume de Naples était retombé sous la domination française, et les obstacles qui s’opposaient au retour des exilés avaient disparu. On offrit à Signorelli une place de chef de division au ministère de la marine ; mais son âge avancé et son peu d’aptitude pour ce nouveau genre de travail lui firent préférer une pension, et il n’eut plus à s’occuper que de la correction de ses ouvrages. Il eut encore le temps et le courage de refondre l’Histoire des théâtres et celle de la littérature napolitaine, dont il donna de nouvelles éditions. Il lut aussi quelques mémoires à la société pontanienne, dont il avait été nommé secrétaire perpétuel ; mais il ne put prendre part aux travaux de l’Académie royale, qui ne l’avait pas compris parmi ses nouveaux membres. Signorelli fut très-sensible à cet oubli, et, au lieu d’en plaisanter comme Piron, il eut le tort d’éclater en invectives contre ceux qu’il accusait d’une telle injustice. Frappé d’un coup d’apoplexie, il mourut à Naples le 1er avril 1815.

## Œuvres
- Satire sei. Gênes, 1774, in-8° ;
- Storia critica de’ teatri antichi e moderni, Naples, 1777, in-8° ; 1787, 6 vol. in-8°, et 1813, 10 vol. in-8°. Cet ouvrage est écrit sans goût et sans critique. La plupart des jugements de l’auteur sont faux, et ses analyses présentent rarement quelque intérêt. Il a parlé des théâtres étrangers sans les approfondir ; et, ce qui est encore plus étonnant, il n’a pas su apprécier les auteurs les plus connus du théâtre italien. Ce qu’il dit d’Alfieri est pitoyable.
- Faustina, commedia in cinque atti in versi, Lucques (Naples), 1779, in-8° ; Parme, Bodoni, 1783, in-8° ;
- Tableau de l’état actuel des sciences et de la littérature en Espagne, Madrid, 1780, in-8° ;
- Discorso storico-critico su i saggi apologetici dell’ab. Lampillas, Naples, 1782, in-8° ;
- Sobre la transformación del acido vitriolico en nitroso, Madrid, 1783 ; traduction espagnole d’un Mémoire du comte de Saluzzo ;
- Vicende della coltura nelle due Sicilie, Napies, 1784, 5 vol. in-8° ; 1810, 8 vol. in-8° ;
- Orazione funebre per Carlo III, re delle Spagne, ibid., 1789, in-4° ;
- Supplimento alla prima edizione della Vicende della coltura nelle due Sicilie, ibid., 1791, 2 vol. in-8° ;
- Opuscoli varj, ibid., 1792, 4 vol. in-8°. La plupart des morceaux en vers et en prose qui font partie de ses Mélanges avaient été imprimés séparément.
- Addizioni alla seconda edizione della Storia critica de’ teatri, ibid., 1798, in-8° ;
- Regno di Ferdinando IV, ibid., 1798, in-8°, t. 1. Cet ouvrage, qui devait avoir trois volumes, était destiné à servir de continuation à la première édition des Vicende della coltura nelle due Sicilie.
- Prolusione alla cattedra di poesia rappresentativa, nel liceo di Brera, Milan, 1801, in-8° ; réimprimé dans le t. 4 de la 2e édition de l’Histoire des théâtres ;
- Elementi di poesia rappresentativa, ibid., 1801, in-8° ;
- Ragionamento sul gusto, ibid., 1802, in-8°, et réimprimé à Naples , avec des additions ;
- Lettera sullo spettacolo musicale del 1803, etc., ibid., 1804, in-8° ;
- Delle migliori tragedie greche e francesi, traduzione ed analisi comparative, ibid., 1804, 3 vol. in-8° ;
- Elementi di critica diplomatica, con istoria preliminare, ibid., 1805, 4 vol. in-8° ;
- Lezioni accademiche, ibid., 1812, in-4°. C’est le recueil de quatre mémoires, insérés dans le 2e volume des Actes de la société pontanienne.
- Sulla satira antica e moderna, e ricerche sul sistema melodrammatico, dans le 3e volume des Actes de la même société.